# Johann Gottfried von Aschhausen

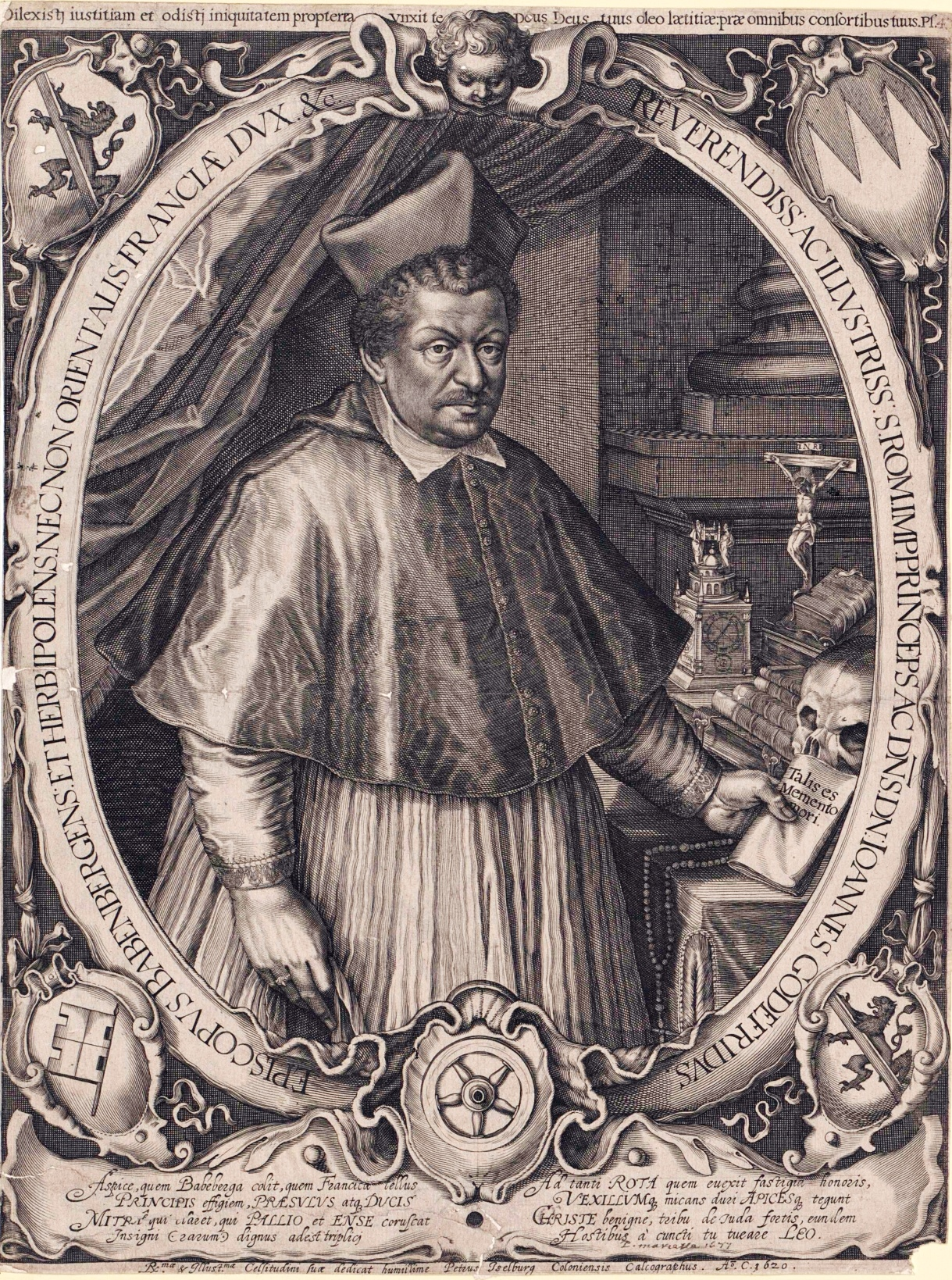
Johann Gottfried von Aschhausen, zeitgenössischer Stich, 1620

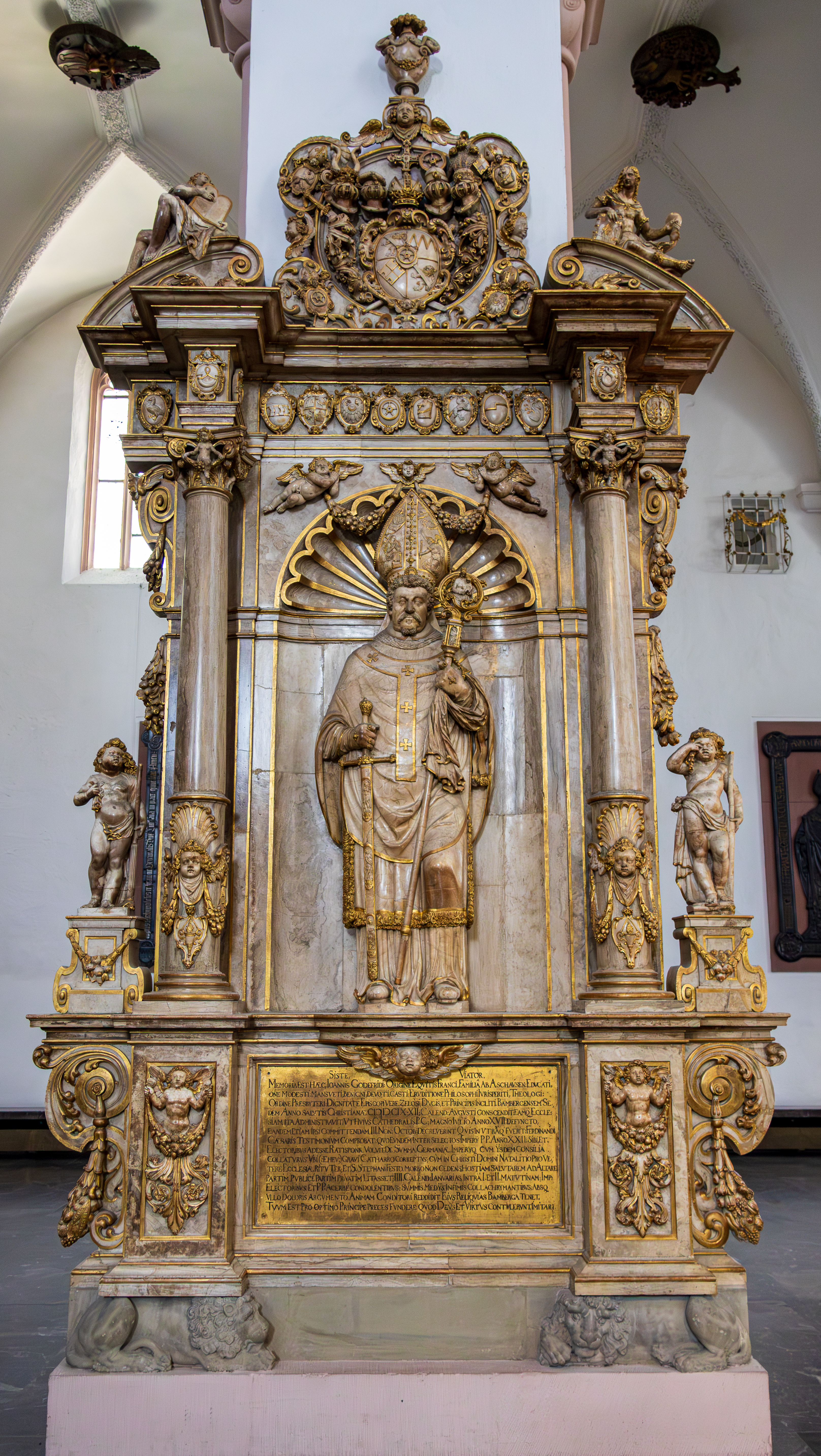
Epitaph des Fürstbischofs im Würzburger Dom, geschaffen um 1622 von dem Bildhauer Michael Kern

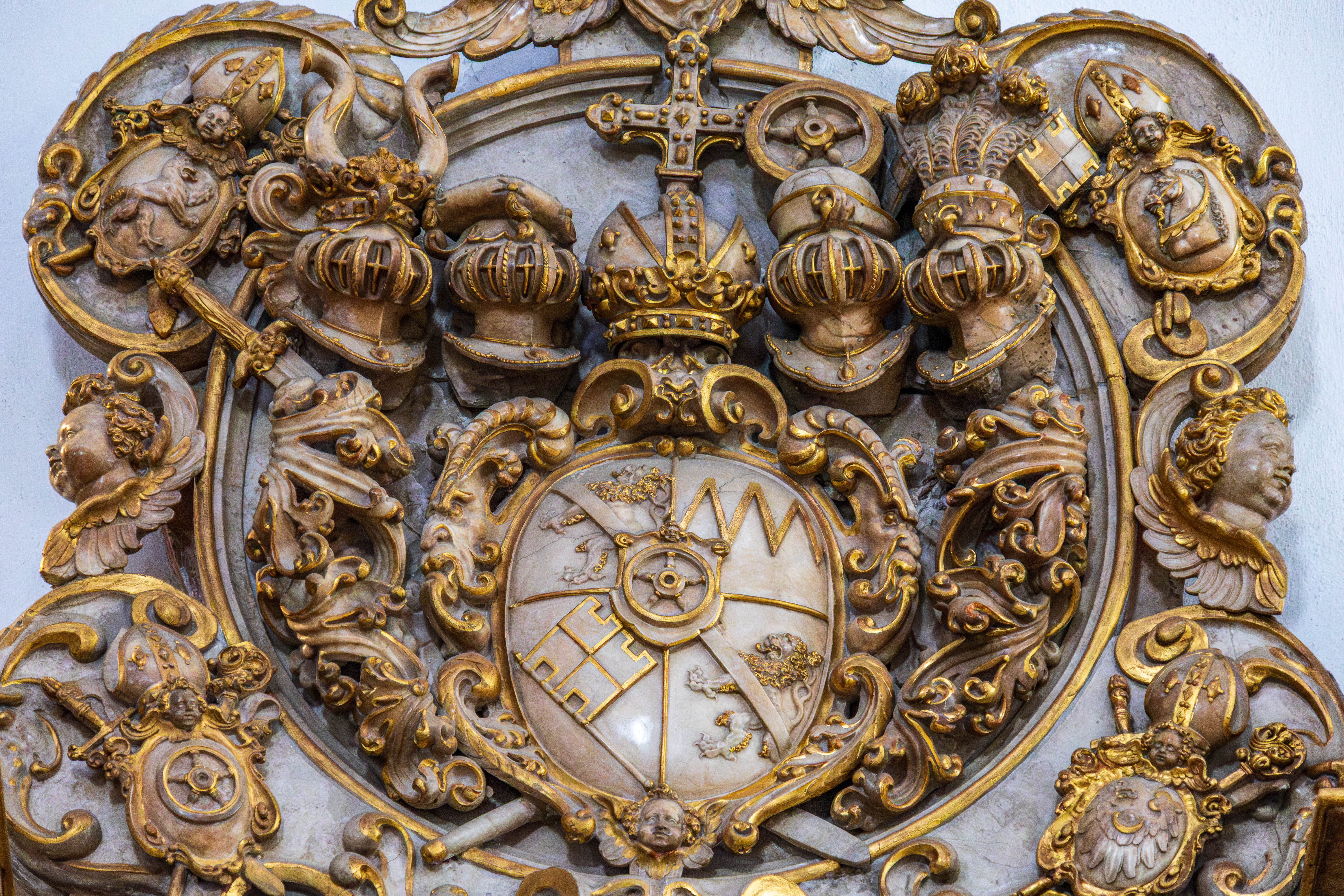
Wappen des Fürstbischofs auf seinem Epitaph im Würzburger Dom.

Johann Gottfried von Aschhausen (* 12. August 1575 in Oberlauda; † 29. Dezember 1622 auf dem Regensburger Fürstentag) war Fürstbischof und regierte die Hochstifte Würzburg (ab Oktober 1617) und Bamberg (seit 1609) in Personalunion. Er ist bekannt als Unterstützer der Hexenverfolgung.

## Johann Gottfried im Familienkontext
Johann Gottfried (I.) von Aschhausen stammte aus dem fränkischen „ritterblütigem Geschlecht“ der Familie von Aschhausen. Der namensgebende Ort Aschhausen mit der Burg Aschhausen ist heute Teil der Gemeinde Schöntal im Hohenlohekreis in Baden-Württemberg. Sein Vater, Gottfried von Aschhausen († 1581) war Würzburgischer Amtmann, seine Mutter Brigitta († 1581) war eine geborene Zobel von  Giebelstadt. Der Bruder seiner Mutter, also Onkel und auch der Taufpate von Johann Gottfried (I.), war der Domherr und Bischof von Würzburg Johann Georg I. von Zobel, späterer Bischof von Bamberg 1577–1580). Im Jahr 1657 endete die männliche Erblinie der Familie von Aschhausen.

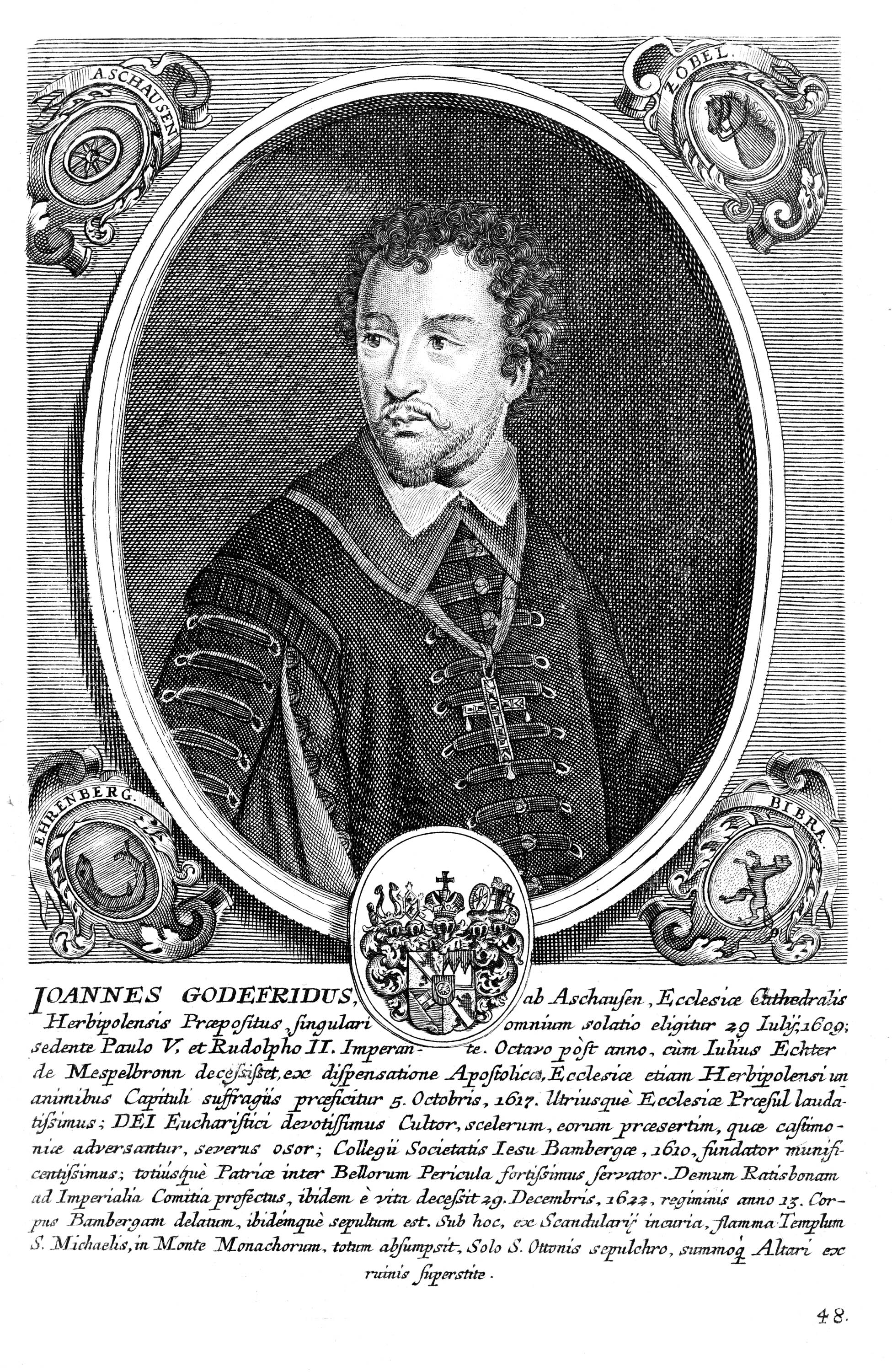
Nicht-zeitgenössische Porträts von Johann Salver
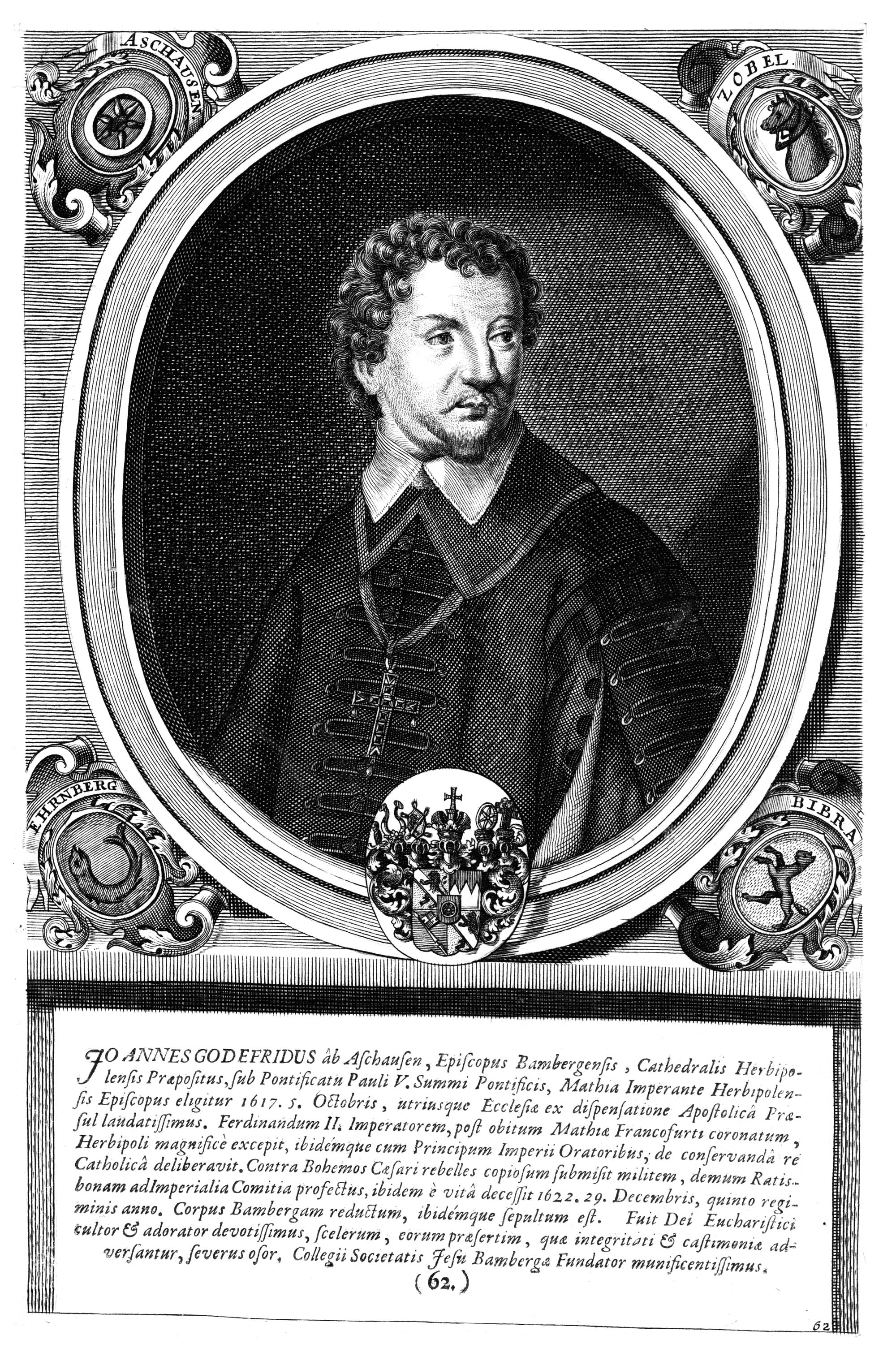

## Biografische Daten
Er besuchte vom 8. Juni 1586 bis 19. Juli 1587 das päpstliche Seminar in Fulda, immatrikulierte am 31. Juli 1590 an der Würzburger Artistenfakultät und erwarb 1593 den Magistergrad. Im selben Jahr begann er Vorlesungen der Jurisprudenz an der Jesuiten-Universität Pont-à-Mousson zu besuchen, musste aber alsbald vor der Pest fliehen und erlangte ebenfalls 1593 durch die Resignation eines älteren Bruders eine Domherrenpfründe in Bamberg, 1596 auch in Würzburg. Er erhielt 1604 das Dekanat des Ritterstiftes Comburg.
Seit dem 21. Juli 1609 war er als Johann Gottfried Fürstbischof von Bamberg. Als Bischof bemühte er sich um die Zurückdrängung des Protestantismus. Er rief, unterstützt von Papst Paul V., den er anlässlich seiner Bischofsweihe in Rom kennengelernt hatte, die Jesuiten in das Hochstift Bamberg und übertrug ihnen wichtige Aufgaben im Unterrichtswesen. Am 6. September 1609 wies er mit dem Religionsmandat sogar alle Pfarrverweser an, dafür zu sorgen, dass alle zum Protestantismus konvertierten Untertanen binnen Monatsfrist zum katholischen Glauben zurückkehrten. Jene, die sich weigerten, sollten dem Bischof angezeigt und bestraft werden. Er ließ lutherische Prediger entfernen und katholische Priester in deren Gemeinden einsetzen, was zu teils heftigen Widerständen führte, die er gewaltsam niederschlagen ließ.
Unter seiner Herrschaft trat das Hochstift Bamberg der Katholischen Liga bei, die von Maximilian I. von Bayern angeführt wurde. Dieses Bündnis erwies sich auch im Dreißigjährigen Krieg als vorteilhaft.
Seit dem 5. Oktober 1617 war Aschhausen zusätzlich als Johann Gottfried I. auch Fürstbischof des Hochstifts Würzburg. Als solcher richtete er im September 1619 die Feierlichkeiten zum Empfang des kurz zuvor gekrönten Kaisers Ferdinand in und um Zellingen aus. Bamberg und Würzburg stellten in der Zeit von 1620 bis 1622 erhebliche Kontingente an neu angeworbenen und ausgehobenen Fußtruppen und Reitern. Diese wurden von Oberst Bauer von Eiseneck angeführt. Würzburgische Truppen nahmen 1620 an der Schlacht am Weißen Berg bei Prag teil. Auch als Peter Ernst II. von Mansfeld in die Bistümer einzufallen drohte, änderte Johann Gottfried I. seine Politik nicht.
Unter Johann Gottfried I. von Aschhausen erfolgte 1619 die Gründung der Universitätsbibliothek Würzburg.
Er war Stifter eines Ehehaltenhauses (Altersheim für Dienstboten) in Bamberg. Für diese Stiftung ließ er das Haus Oberer Stephansberg 1 in Bamberg (Haus zum goldenen Wappen) erbauen. Er wurde im Bamberger Dom beigesetzt.

## Hexenverfolgungen
Unter seiner Regierung nahmen die Hexenverfolgungen große Ausmaße an (siehe Hexenverfolgung im Hochstift Bamberg und Hexenprozesse in Würzburg). Im März 1610 erließ er ein Mandat zur Verfolgung von „Wahrsagerei, Zauberei und unnatürlicher Kunst“ und weihte im Oktober 1612 den Generalvikar und Weihbischof Friedrich Förner, einen einflussreichen Verfechter von Gegenreformation und Hexenverfolgungen und „Dämonologen“, als Titularbischof von Hebron.
Die Hexenverfolgungen wurden unter seinem Bamberger Nachfolger Johann Georg II. Fuchs von Dornheim sowie seinem Würzburger Nachfolger Philipp Adolf von Ehrenberg weitergeführt und intensiviert.